# Vickers Vimy
Vickers Vimy – brytyjski ciężki bombowiec z okresu I wojny światowej, skonstruowany w firmie Vickers, znany z rekordowego lotu przez Atlantyk. Po wojnie używany do celów komunikacyjnych.

## Powstanie i wersje
Samolot zaprojektowany został przez R.K. Piersona dla nalotów strategicznych na cele położone na terenie Niemiec. Prototyp nowego bombowca został oblatany 30 listopada 1917 z oznaczeniem fabrycznym Vickers FB.27. Po próbach pierwszych samolotów z różnymi silnikami, lotnictwo brytyjskie zaakceptowało go do produkcji seryjnej i zamówiło w dużej ilości. Wskutek zakończenia wojny, dalsze zamówienia zostały jednak anulowane i wyprodukowano jedynie 230 samolotów, które nie zdążyły wejść do służby przed zakończeniem działań.
Samoloty Vimy weszły na wyposażenie jednostek bombowych brytyjskich sił powietrznych Royal Air Force od lipca 1919, poczynając od 58. dywizjonu RAF stacjonującego w Egipcie. Służyły one do 1925, kiedy zostały zastąpione przez samoloty Vickers Virginia. W Północnej Irlandii i szkołach lotniczych używane były jeszcze po tej dacie.
Już w 1919, 6 samolotów przebudowano na wersję cywilną – pasażersko-transportową, a następnie zbudowano 44 nowe samoloty pasażerskie Vimy Commercial. Vimy Commercial różnił się od bombowca pękatym kadłubem o dużej średnicy, w kształcie wydłużonej kropli, mieszczącym 10 pasażerów. Zbudowano też dalsze 5 samolotów tego typu w podobnej wersji sanitarnej Vimy Ambulance.
Ostatnim wariantem był samolot bombowo-transportowy Vickers Vernon, używany od 1921 do 1927, głównie na Bliskim Wschodzie. Miał on podobny kadłub do wariantu Vimy Ambulance. Zbudowano go 55 sztuk (20 Vernon I, 25 Vernon II i 10 Vernon III). Od 1927 zostały zastąpione przez samoloty Vickers Victoria.

## Rekordowe loty
Samolot Vickers Vimy stał się sławny z powodu rekordowych przelotów. Dwóch lotników RAF, pilot John Alcock i nawigator Arthur Whitten Brown dokonało na nim z 14 na 15 czerwca 1919 pierwszego nieprzerwanego przelotu przez Atlantyk. Wystartowali oni z Nowej Fundlandii w kierunku na wschód, po 16 godzinach 28 minutach lotu wylądowali w Irlandii w okolicy Clifden, uszkadzając samolot przy lądowaniu na trzęsawisku. Pokonali dystans 3040 km, ze średnią prędkością 190 km/h, borykając się po drodze z bardzo złymi warunkami atmosferycznymi.
Innym znanym przelotem był pierwszy kilkuetapowy lot z Anglii do Australii, wykonany przez braci Rossa i Keitha Smitha z dwoma mechanikami między 12 listopada a 10 grudnia 1919. Zdobyli oni tym samym nagrodę 10000 funtów. Ponadto, w 1920 podjęto próbę lotu z Anglii do RPA, zakończoną jednak dwukrotnymi katastrofami samolotów Vimy.
Samolot Alcocka i Browna jest obecnie eksponatem London Science Museum w Londynie, a samolot braci Smith – w Adelaide w Australii. Ponadto, zbudowano kilka latających replik samolotu Vimy.

## Opis techniczny
Vickers Vimy w wersji bombowej: dwusilnikowy dwupłatowiec o konstrukcji drewnianej, pokryty płótnem. Kadłub o płaskich burtach na dolnym płacie. Załoga: 3 ludzi w otwartej kabinie pilotów i otwartych stanowiskach strzeleckich w nosie i na grzbiecie samolotu. Bomby podwieszane pod płatem.
Napęd: silniki rzędowe Rolls-Royce Eagle VII o mocy 360 KM zamontowane w gondolach pomiędzy płatami, śmigła ciągnące. Montowano też później mocniejsze silniki gwiazdowe Armstrong Siddeley Jaguar lub Bristol Jupiter.
Vickers Vimy Commercial i Vernon różniły się cylindrycznym kadłubem, z miejscami dla pasażerów wewnątrz, w dwóch rzędach. Napęd: silniki rzędowe Rolls-Royce Eagle VII o mocy 360 KM (Vimy Commercial i Vernon Mk I), Napier Lion II o mocy 450 KM (Vernon Mk II) lub Lion III (Vernon Mk III).